# پوشاک اینوئیتی

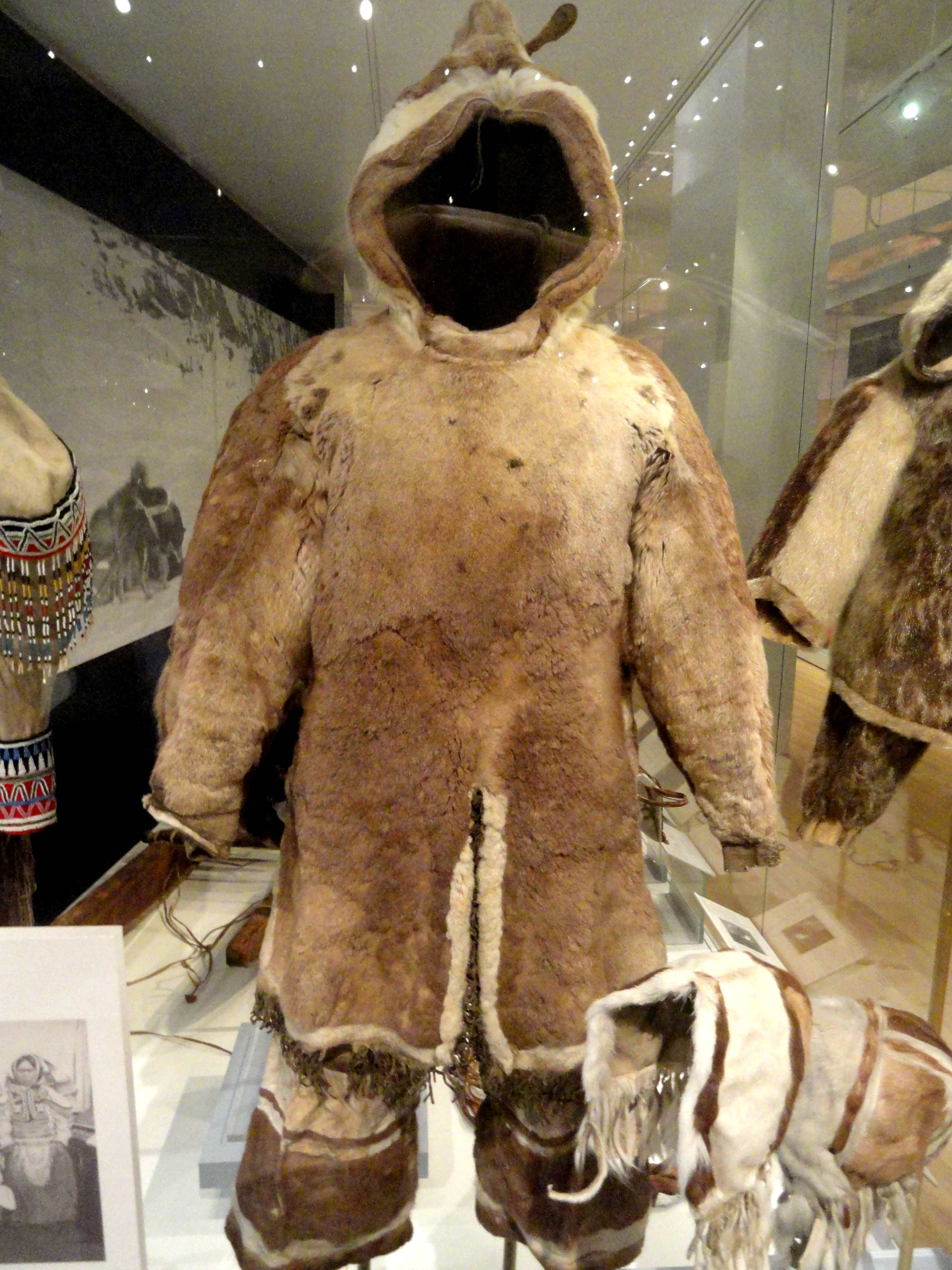
پارک و شلوار مردانه، جزیره بافین جنوبی، خلیج هادسون (۱۹۱۰–۱۹۱۴)، موزه سلطنتی انتاریو

پوشاک اینوئیتی مجموعه ترکیبی از لباس‌های هوای سرد است که از گذشته از پوست و خز حیوانات توسط اینوئیت‌ها ساخته شده‌اند. اینوئیت‌ها گروهی از مردمان بومی مرتبط با فرهنگ ساکن در مناطق قطبی کانادا، گرینلند و ایالات متحده آمریکا هستند که از این پوشاک استفاده می‌کنند. لباس اصلی شامل یک قطعه البسه به نام پارک، شلوار، دستکش، کفش داخلی و چکمه بیرونی می‌باشد. رایج‌ترین منابع پوست کاریبو، فوک‌ها و پرندگان دریایی هستند، اگرچه حیوانات دیگر در صورت در دسترس بودن مورد استفاده اینوئیت‌ها قرار می‌گرفتند. تولید لباس‌های گرم و بادوام یک مهارت ضروری برای بقا بود که از زنان بالغ به دختران منتقل شد و تسلط بر آن ممکن بود سال‌ها طول بکشد. تهیه لباس یک فرایند فشرده و چند هفته‌ای بود که در یک چرخه سالیانه پس از فصول شکار مشخص انجام می‌شد. ایجاد و استفاده از لباس‌های پوستی به شدت با اعتقادات مذهبی اینوئیت‌ها در هم تنیده‌است.
علیرغم پراکندگی جغرافیایی گسترده مردمان اینوئیت در سرتاسر قطب شمال، از نظر تاریخی، این لباس‌ها هم از نظر طراحی و هم از نظر جنس سازگار بوده‌اند. اینوئیت‌ها لباس‌های خود را با حاشیه‌ها، آویزها و رنگ‌های متضاد تزئین می‌کردند و بعداً هنگامی که تجارت مواد جدیدی را در دسترس آنها قرار داد، از تکنیک‌هایی مانند مهره‌کاری استفاده کرده‌اند.
سیستم پوشاک اینویت شباهت زیادی به مجموعه مردم بومی آلاسکا، سیبری و خاور دور روسیه دارد. شواهد باستان شناسی نشان می دهد که تاریخچه مجموعه پوشاک قطب دور ممکن است در سیبری از ۲۲۰۰۰ سال قبل از میلاد و در شمال کانادا و گرینلند در اوایل ۲۵۰۰ قبل از میلاد آغاز شده باشد. پس از اینکه اروپایی ها در اواخر دهه ۱۵۰۰ شروع به کاوش در قطب شمال آمریکای شمالی کردند و به دنبال گذرگاه شمال غربی بودند، اینوئیت‌ها برای راحتی کار شروع به استفاده از لباس های اروپایی کردند. تقریباً در همان زمان، اروپایی‌ها شروع به تحقیق در مورد لباس‌های اینوئیت کردند، از جمله ایجاد تصاویر بصری، نوشته‌های دانشگاهی، جملات اثربخش و شکل‌های مجموعه‌های موزه.